# غريغ هاويس
غريغ هاويس (بالإنجليزية: Greg Howes)‏ هو لاعب كرة قدم ومدرب كرة قدم أمريكي، ولد في 26 مارس 1977 في تاكوما في الولايات المتحدة. شارك مع منتخب الولايات المتحدة الوطني لكرة قدم الصالات. أما مع النوادي، فقد لعب مع Rochester Rhinos ‏.